# 모트 홀

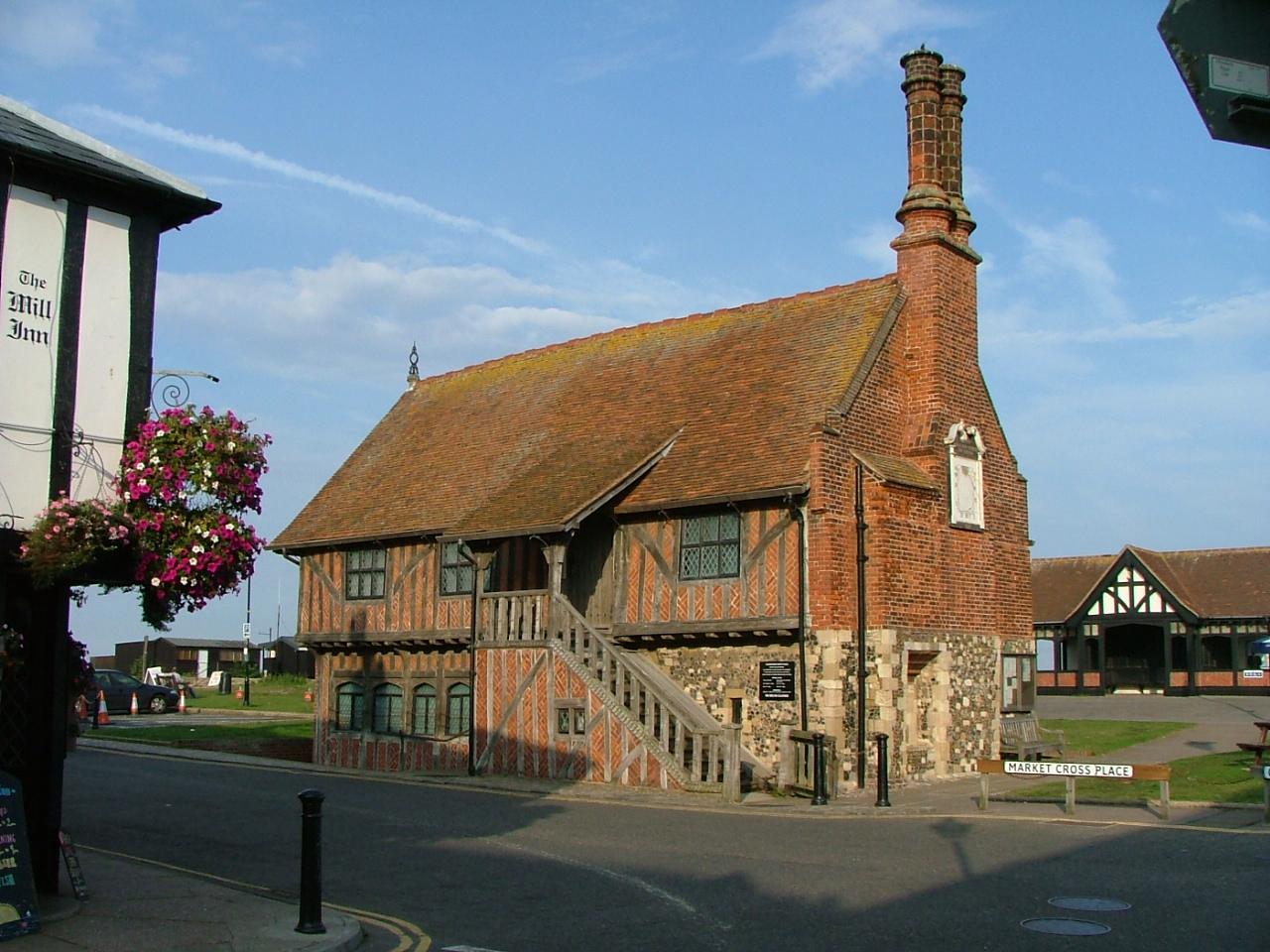
올드버러, 서퍽의 모트 홀

모트 홀(Moot hall)은 모트 힐과 함께 전통적으로 지역 문제를 결정하는 위탄 회의가 열리던 집회용 건물이다.
앵글로색슨 잉글랜드에서는 낮은 고리 모양의 토공인 모트 힐이 전통적으로 지역 문제를 결정하는 위탄 회의가 열리는 집회용 장소 역할을 했으며, 여기서 헌드레드의 위탄들이 만나 결정을 내렸다. 이 중 일부는 모트 홀로 알려진 영구 건물을 인수했다. 그러나 많은 모트 홀은 이후 정착지의 비교적 새로운 장소에 있다.

## 같이 보기
- 고달밍
- 미드 홀
- 팅그
- 위테나예모트